# Hollandale (Mississipi)
Hollandale és una població dels Estats Units a l'estat de Mississipi. Segons el cens del 2000 tenia 3.437 habitants.

## Demografia
Segons el cens del 2000, Hollandale tenia 3.437 habitants, 1.104 habitatges, i 803 famílies. La densitat de població era de 592,4 habitants per km².
Dels 1.104 habitatges en un 37,1% hi vivien nens de menys de 18 anys, en un 34,9% hi vivien parelles casades, en un 32,6% dones solteres, i en un 27,2% no eren unitats familiars. En el 24,7% dels habitatges hi vivien persones soles el 13% de les quals corresponia a persones de 65 anys o més que vivien soles. El nombre mitjà de persones vivint en cada habitatge era de 3,1 i el nombre mitjà de persones que vivien en cada família era de 3,72.
Per edats la població es repartia de la següent manera: un 35,4% tenia menys de 18 anys, un 10,8% entre 18 i 24, un 24,9% entre 25 i 44, un 18% de 45 a 60 i un 11% 65 anys o més.
L'edat mediana era de 28 anys. Per cada 100 dones de 18 o més anys hi havia 69,9 homes.
La renda mediana per habitatge era de 20.135 $ i la renda mediana per família de 25.313 $. Els homes tenien una renda mediana de 23.194 $ mentre que les dones 17.353 $. La renda per capita de la població era de 9.251 $. Entorn del 28,4% de les famílies i el 38,6% de la població estaven per davall del llindar de pobresa.

## Poblacions més properes
El següent diagrama mostra les poblacions més properes.